# Епархия Тукалая
Епархия Тукалая (лат. Eparchia Thuckalayensis) — епархия Сиро-малабарской католической церкви c центром в городе Тукалай, Индия. Епархия Тукалая входит в митрополию Чанганачерри.

## История
11 ноября 1996 года Римский папа Иоанн Павел II издал буллу Apud Indorum gentes, которой учредил епархию Тукалая, выделив её из архиепархии Чанганачерри.

## Ординарии епархии
- епископ Георг Аленчерри (11.11.1996 — 24.05.2011) — назначен архиепископом архиепархии Эрнакулам — Ангамали.

## Источник
- Annuario Pontificio, Ватикан, 2007
- Булла Apud Indorum gentes  (лат.)